# Raïon d'Omsouktchan
Le raïon d'Omsouktchan (en russe : Омсукча́нский райо́н, Omsouktchanski raïon) est une subdivision administrative (raïon) et une municipalité (okroug municipal) de l'oblast de Magadan, en Russie. Situé dans l'est de l'oblast, le raïon fait partie de la Kolyma, une région d'Extrême-Orient russe. Son centre administratif est la commune urbaine d'Omsouktchan, et il compte en tout 5 localités. Sa population s'élevait à 4 400 habitants en 2023.

## Localités
Il y a 5 localités dans le raïon,.
| Liste des localités | Liste des localités | Liste des localités | Liste des localités         |
| N°                  | Localité            | Statut              | Population Recensement 2021 |
| ------------------- | ------------------- | ------------------- | --------------------------- |
| 1                   | Verkhni Balygytchan | village             | 2                           |
| 2                   | Galimy              | commune urbaine     | 3                           |
| 3                   | Doukat              | commune urbaine     | 1044                        |
| 4                   | Merenga             | village             | 1                           |
| 5                   | Omsouktchan         | commune urbaine     | 3493                        |